# 쌀국수 뚝배기 설렁탕
쌀국수 뚝배기 설렁탕은 농심이 제조한 대한민국의 인스턴트 라면 제품이며, 지금은 쌀국수 설렁탕으로 이름이 바뀌었다.